# Ranixalidae
Famille
Synonymes
- Indiraninae Blommers-Schlösser, 1993

Les Ranixalidae forment une famille d'amphibiens

## Répartition
Les espèces de cette famille sont présentes dans le centre et le sud de l'Inde.

## Liste des genres
Selon Amphibian Species of the World (19 novembre 2016) :
- Indirana Laurent, 1986 (12 sp.)
- Sallywalkerana Dahanukar, Modak, Krutha, Nameer, Padhye, and Molur, 2016 (3 sp.)